# Jezik pjesnika
U užem smislu riječi jezik pjesnika usmena je tradicija govora, podređena posebnim pravilima usmene kulture. To često sadrži i poseban način predaje u obliku govorene pjesme, melodije ili određene intonacije.
Primjeri su nordijski jezik pjesnika, koji je kasnije na Islandu zapisan, staroarapski jezik pjesnika koji je postojao još u predislamskom razdoblju a zapisan je u razdoblju ranog islama, ili staroindijski jezik pjesnika. I Kelti su njegovali taj oblik umjetnosti.
I danas postoji jezik pjesnika u usmenim kulturama, primjerice u Africi, gdje ih njeguju određeni pjevači. Oni znaju napamet mnoge dugačke pjesme i izvode ih u posebnim prilikama. Jezik pjesnika zapadne Afrike zove se "Ibeji" i svojim je porijeklom blizak tradicionalnom kultu blizanaca.
Ponekad, još dugo nakon razvitka pisane kulture, usmena predaja jezika pjesnika i dalje postoji, često u obliku tradicionalnih narodnih pjesama. Tako je još u 20. stoljeću otkrivena jedna stara Grkinja koja je napamet govorila jednu dugačku narodnu pjesmu, čiji je tekst do tada, u gotovo jednakom obliku, bio poznat samo iz srednjovjekovnih rukopisa.
Često se utvrdilo da su povijesni događaji manje više vjerno bili opisani jezikom pjesnika.